# Anita Traversi
Anita Traversi (Giubiasco, Ticino kanton, Svájc, 1937. július 25. – Bellinzona, 1991. szeptember 25.) svájci énekesnő.

## Életpályája
Zenészcsaládba született, édesapja bátorítására nyolcévesen kezdett zenével foglalkozni. 1955-ben az olasz nyelvű svájci rádió zenekarával énekelt, ezt követően kapott olasz lemezszerződést a Jolly kiadónál.
1956-ban részt vett az első alkalommal megrendezett Eurovíziós Dalfesztivál svájci válogatójában Bandella ticinese című dalával, de nem ő nyert, hanem az a Lys Assia, aki később a nemzetközi versenyt is megnyerte.
1960-ban újból részt vett a válogatón, ezúttal két dallal is (Malcantonesina, Cielo e terra). Utóbbival (magyarul: Ég és föld) győzött, így Svájcot képviselhette a Londonban rendezett dalfesztiválon, ahol nyolcadik helyezést ért el.
Ugyanebben az évben közreműködött a szintén a Jolly kiadóhoz szerződtetett Adriano Celentano bemutatkozó stúdióalbumán, melyen a Piccola és a Ritorna lo shimmy című dalokat énekelték duettben. Később az énekes 1963-as albumán is szerepelt, akkor a Gilly és a Coccolona című dalokat rögzítették közösen.
1961-ben kettő, 1963-ban három dallal is versenyzett a dalfesztivál svájci válogatóján, de nem sikerült nyernie.
1964-ben ismét két dallal volt döntős, és ezúttal az I miei pensieri (magyarul: A gondolataim) című dalával elnyerte a jogot, hogy másodszor is képviselje hazáját a nemzetközi versenyen, melyet Koppenhágában rendeztek. A második szereplése kevésbé volt sikeres mint az első, ugyanis három másik dallal együtt pontot sem kapva a tabella legalján zárt a szavazás során.
Ezt követően még kétszer vett részt sikertelenül a svájci nemzeti döntőben: 1967-ben, és 1976-ban.
Az Eurovíziós dalfesztivál mellett egyéb nemzetközi zenei fesztiválokon is képviselte Svájcot, például a lengyel Sopot fesztiválon, vagy a bolgár Arany Orfeusz fesztiválon.

## Diszkográfiája

### Stúdióalbumok
- 1970 - Anita Traversi
- 1973 - American Golden Hits

## Filmjei
- Le cameriere (1959)